# 千手院 (鎌倉市)

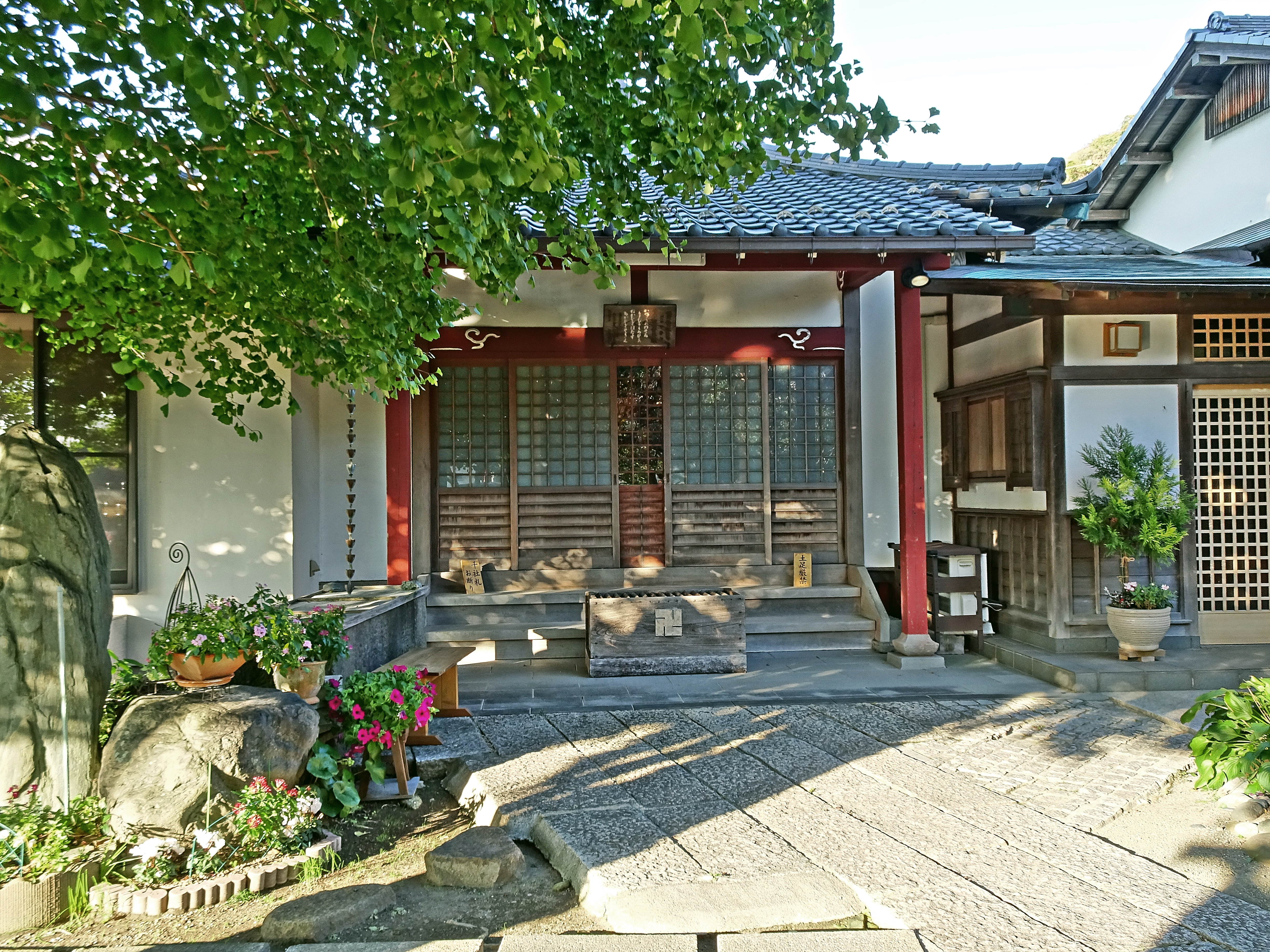
千手院本堂

千手院（せんじゅいん）は、神奈川県鎌倉市にある浄土宗の寺院。光明寺に隣接している。

## 歴史
創建年代は不明である。浄土宗の関東十八檀林である光明寺の道場となっていた。光明寺で学ぶ僧侶が少ない時は近隣住民の子弟に読み書きを教える寺子屋としての役割も果たしていた。
当院の本尊である千手観音は、1532年（天文元年）に恢誉によって持ち込まれたと伝えられている。

## 交通アクセス
- 鎌倉駅より徒歩25分。